# Noriaki Tsutsui
Noriaki Tsutsui (筒井 紀章 Tsutsui Noriaki?, nacido el 15 de agosto de 1976 en Kanagawa) es un exfutbolista japonés. Jugaba de centrocampista y su último club fue el Tokushima Vortis de Japón.

## Trayectoria

### Clubes
| Club                  | País  | Año         |
| --------------------- | ----- | ----------- |
| Yokohama Marinos      | Japón | 1995 - 1996 |
| Otsuka Pharmaceutical | Japón | 1997 - 1998 |
| Albirex Niigata       | Japón | 1999        |
| Tokushima Vortis      | Japón | 2000 - 2007 |

## Palmarés

### Títulos nacionales
| Título    | Club             | País  | Año  |
| --------- | ---------------- | ----- | ---- |
| J1 League | Yokohama Marinos | Japón | 1995 |